# Pátek třináctého 7
Pátek třináctého 7 nebo také Pátek třináctého 7: Nová krev je americký hororový film z roku 1988, který režíroval John Carl Buechler. Je v pořadí 7. dílem v hororové sérii Pátek třináctého. Jde o první díl, ve kterém Jasona ztvárnil Kane Hodder, který si ho zahrál v následujících třech pokračováních.

## Děj
Tommy Jarvis ještě nedávno uvěznil Jasona Voorheese, maskovaného masového vraha pod vodou tak, že jej řetězem připoutal ke kameni a Jason utonul. Tina Shepardová, traumatizovaná dívka, jež zde ke Křišťálovému jezeru přijíždí v rámci terapie, Jasona omylem osvobodí a oživí svými telekinetickými schopnostmi, kterými je fascinován doktor Crews, který předstírá, že chce Tině a její matce pomoci. Do toho všeho na místo přijíždí i skupina mladých lidí, kteří se zde jedou bavit.
Onen den mají všichni stejný problém. Jason opět vstal z mrtvých a chystá se znovu vraždit!